# Methodenforschung
Die Methodenforschung des Marketing setzt ihren Schwerpunkt bei Bewertung verschiedener Methoden zur Erhebung, Auswertung und Aufbereitung von Daten. Eine Reihe der Verfahren hat sich mittlerweile in der wissenschaftlichen Forschung als Standard etabliert.

## Verfahren
- Beobachtung: Das Mystery Shopping bezeichnet die Durchführung von Schein- oder Testkäufen durch geschulte Mitarbeiter von Marktforschungsunternehmen durch verdeckt-teilnehmende Beobachtung. Es dient dazu vorab definierte Qualitätsmerkmale auf Basis festgelegter internationaler Verhaltensregeln der Markt- und Meinungsforschung zu überprüfen. Wesentliche Ziele sind die Ermittlung von Schwachstellen im Unternehmen aber auch die Sensibilisierung und Motivation der Mitarbeiter zu kundenorientiertem Verhalten.
- Internetbefragung: Das Internet zählt heutzutage bereits zu einem alltäglichen Gebrauchsgegenstand und wird zunehmend auch zur Erhebung von Daten eingesetzt. Die Vorteile der Online-Befragung sind die erhöhte Flexibilität, Ortsungebundenheit und Zeitunabhängigkeit. Insbesondere das Fehlen einer direkten Kontaktsituation zwischen Interviewer und Auskunftsperson sorgt für eine verbesserte Befragungssituation. Viele Marktforschungsunternehmen bedienen sich dieses Instruments ausschließlich oder als Ergänzung zu traditionellen Befragungen. Ein möglicher Nachteil von Internetbefragungen ist nach wie vor die fehlende bzw. zumindest zweifelhafte Repräsentativität. Abhilfe versucht man durch Einrichtung von Online-Panels zu schaffen, die zwar demographische Merkmale angleichen können, in welchem Ausmaß dies auch für psychographische Merkmale gilt, bleibt unsicher.
- Conjoint-Measurement: Das Verfahren versucht die Bedeutung einzelner Merkmale eines Produktes oder einer Leistung indirekt durch die unterschiedliche Präferenz für konkrete Leistungsbündel, die sich hinsichtlich bestimmter Merkmale unterscheiden, zu berechnen.

## Marktsegmentierung
Um den Markt effizienter bearbeiten zu können, ist es hilfreich, den Gesamtmarkt zu unterteilen und die dadurch entstehenden Cluster mit geeigneten Produkten/Leistungen speziell anzusprechen. Die Bedürfnisse dieser klar abgegrenzten Kundengruppen können somit mit einem bestimmten Marketing-Mix befriedigt werden. Um die gewünschte Differenzierung zu erreichen, sollten die Gruppen in sich homogen sein, d. h. die Interessen und Wünsche der Personen in einer Gruppe sollten gleich bzw. ähnlich sein. Um eine Segmentierung des Marktes vornehmen zu können, ist es erforderlich, Unterteilungskriterien festzulegen. Häufig sind dies soziodemografische, psychografische oder Kaufverhaltensmerkmale. Sind die Kriterien festgelegt, kommt es zur Anwendung statistischer Methoden zur Segmentbildung. Als geeignete Verfahren werden insbesondere die Cluster- und Diskriminanzanalyse, sowie die logistische Regression und der Chi-Square-Automatic-Interaction-Detector (CHAID) eingesetzt.
- Regressionsanalyse
- Ursachenanalyse: Zur Untersuchung der Frage, welche Marketingvariablen den größten Einfluss auf den Umsatz haben
- Wirkungsprognose: Klärt wie sich der Umsatz verändert, wenn man eine Variable verändert, zum Beispiel was passiert mit dem Umsatz wenn der Preis erhöht oder mehr Geld für Werbung ausgegeben wird.
- Zeitreihenanalyse: Dieses Verfahren wird eingesetzt um Trends zu berechnen. Typische Fragestellung lautet: „Wie wird sich die Nachfrage nach einem Produkt unter den gegebenen Verhältnissen voraussichtlich in den nächsten drei Jahren entwickeln?“
- Kausalanalyse: Bei sehr komplexen Modellen, wo es gilt Wirkungszusammenhänge zwischen einzelnen Dimensionen sichtbar zu machen, ist die Kausalanalyse ein geeignetes Instrument.

Im Rahmen der Kausalanalyse werden zunächst Dimensionen, in denen zum Beispiel der Verbraucher Produkte bewertet gemessen, die dann in der Analyse zu komplexen Abhängigkeitsstrukturen berechnet und abschließend visuell dargestellt werden.

## Prognosen
Man unterscheidet zwischen kurz- und langfristigen Prognosen. Während die kurzfristigen Prognosen vor allem für kurzfristige Änderungen und Entscheidungen Anwendung finden (zum Beispiel Fragen der optimalen Lagerhaltung), ist es die Aufgabe von Langfristprognosen, Differenzen zwischen Zielvorgaben und der voraussichtlichen Entwicklung dieser Größe aufzudecken sowie Konsumentenbedürfnisse relativ frühzeitig zu erkennen, um so etwaige Trends und mögliche potentielle Hoffnungsmärkte aufzuzeigen.